# بولشئوزیورکا
بولشئوزیورکا (به لاتین: Bolsheozyorka) یک منطقهٔ مسکونی در روسیه است که در استان آمور واقع شده‌است.